# 339 (číslo)
Tři sta třicet devět je přirozené číslo, které následuje po čísle tři sta třicet osm a předchází číslu tři sta čtyřicet. Římskými číslicemi se zapisuje CCCXXXIX a řeckými číslicemi τλθ.

## Matematika
339 je:
- Poloprvočíslo
- Nešťastné číslo

## Astronomie
- (339) Dorothea je planetka hlavního pásu, kterou objevil v roce 1892 Max Wolf

## Doprava
- Silnice II/339 je česká silnice II. třídy vedoucí na trase Ledeč nad Sázavou – Vrbka – Štipoklasy – Červené Janovice – Čáslav[1][2][3][4]

## Roky
- 339
- 339 př. n. l.